# Scott V. Edwards
Scott Vernon Edwards (Honolulu, siglo XX) es un biólogo y educador estadounidense. Se desempeña como profesor Alexander Agassiz de biología evolutiva y de organismos en la Universidad de Harvard y curador de ornitología en el Museo de Zoología Comparada.

## Biografía

### Primeros años
Nació en Honolulu, Hawái y se crio en el vecindario de Riverdale del Bronx en Nueva York, donde trabajó para la institución hortícola pública local Wave Hill. Asistió a la Universidad de Harvard como estudiante de pregrado y recibió su licenciatura en biología en 1986. Recibió su doctorado en zoología por la Universidad de California en Berkeley en 1992 y luego pasó dos años como investigador postdoctoral en la Universidad de Florida trabajando con Wayne Potts y Ward Wakeland en la evolución molecular de las poblaciones de aves silvestres.

### Carrera
Se convirtió en profesor asistente de zoología en la Universidad de Washington y curador del Museo Burke en 1994. En 2003 se trasladó a la Universidad de Harvard para incorporarse al Departamento de Biología Organística y Evolutiva y convertirse en Curador de Ornitología en el Museo de Zoología Comparada. En 2013 fue designado para un puesto de dos años como Director de la División de Infraestructura Biológica de la Fundación Nacional de Ciencias.
Fue elegido miembro de la Unión Estadounidense de Ornitólogos en 2006, de la Academia Estadounidense de Artes y Ciencias y de la Asociación Estadounidense para el Avance de la Ciencia en 2009, así como de la Academia Nacional de Ciencias de los Estados Unidos en 2015. Según The Journal of Blacks in Higher Education, fue uno de los dos únicos científicos negros de los 84 elegidos ese año.
Ha citado la tutoría temprana como una influencia positiva en el desarrollo de sus intereses de investigación y trabaja activamente para aumentar la representación de las minorías en su campo, particularmente ofreciendo experiencias de investigación a estudiantes universitarios. Fue elegido miembro de la Academia Nacional de Ciencias de los Estados Unidos en 2015 y de la Sociedad Filosófica Estadounidense en 2020.

## Investigación
Su investigación se centra en la evolución molecular de las aves. Varios artículos de su grupo describen la evolución de las aves a partir de los dinosaurios; por ejemplo, se informó evidencia genética de la evolución de genes involucrados en la formación de plumas mucho antes que el ancestro común de las aves modernas, lo que respalda la hipótesis de que los dinosaurios no aviares tenían plumas. Los análisis genómicos comparativos publicados por el grupo sugieren que los dinosaurios tienen genomas pequeños como las aves modernas. El ha abogado por modernizar los métodos en filogenómica incorporando avances en tecnologías de secuenciación y utilizando modelos coalescentes que incorporan una clasificación de linaje incompleta (que está muy extendida entre las aves).
Su grupo de estudio también participó en el Consorcio de Filogenómica Aviar, que en 2014 publicó una gran serie de artículos sobre filogenómica aviar. Su laboratorio participa actualmente en el Proyecto BioGenoma de la Tierra.
Ha publicado sobre la importancia de las colecciones de historia natural para la educación universitaria, y codesarrolló un programa llamado AIM-UP, que incorporó colecciones de museos en la programación educativa para estudiantes universitarios. También ha editado un libro que vuelve a publicar dibujos tempranos raros de John Audubon.